# Aidenau

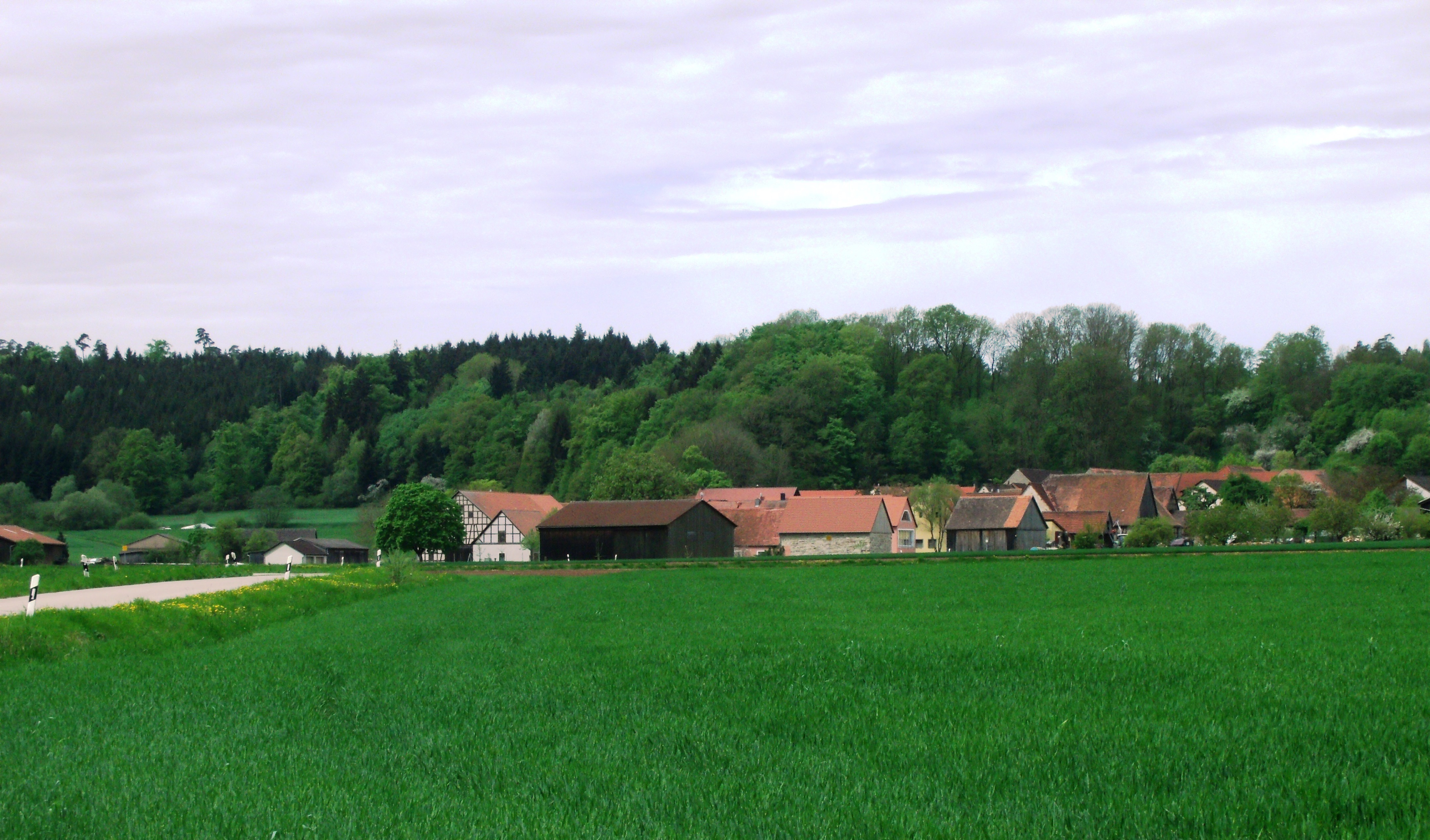
Aidenau

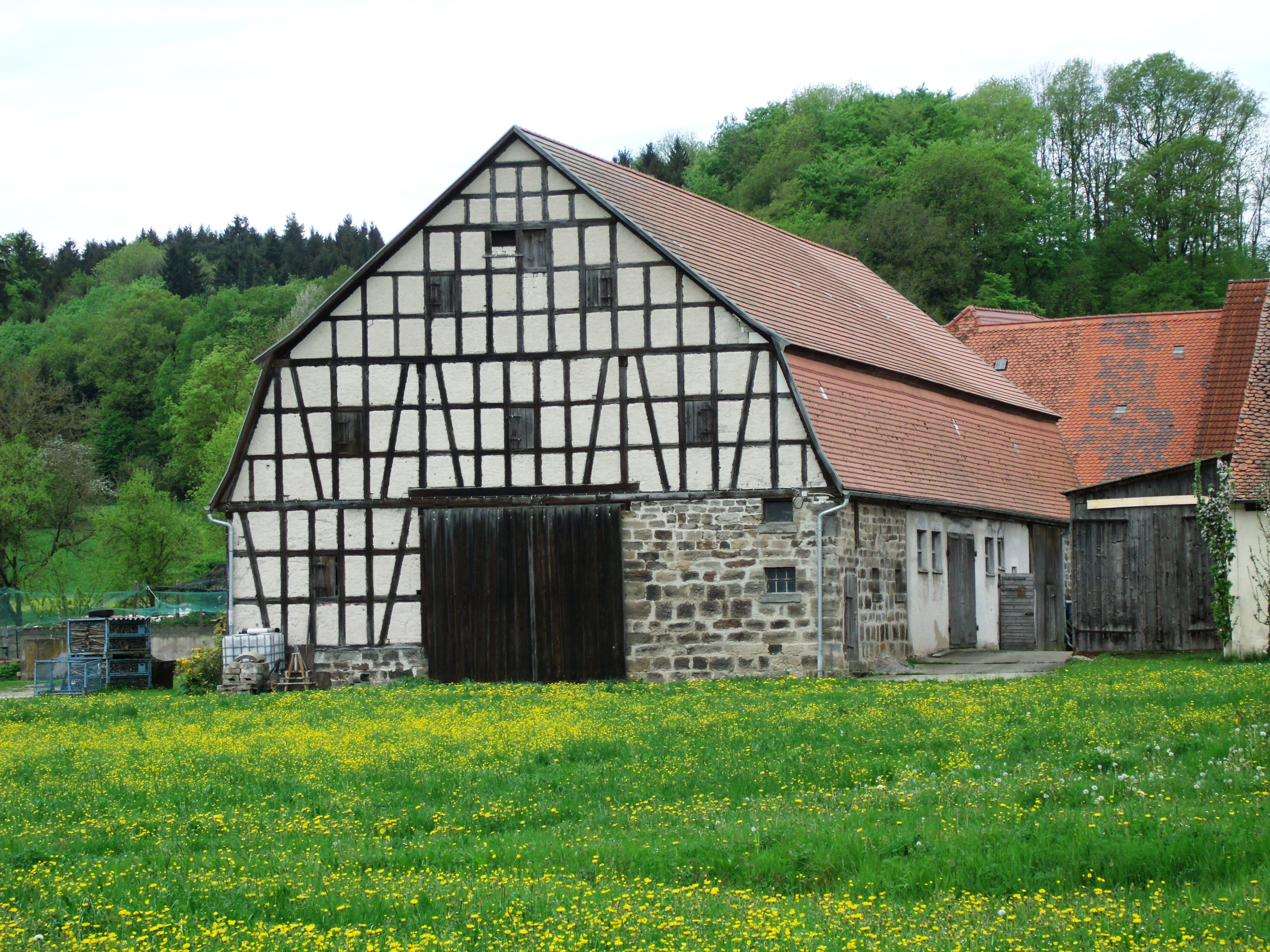
Stattlicher Fachwerkstadel in Aidenau

Aidenau ist ein Gemeindeteil der Gemeinde Geslau im Landkreis Ansbach (Mittelfranken, Bayern). Aidenau liegt in der Gemarkung Gunzendorf.

## Geografie
Beim Dorf entspringt der Aidenauer Bach, ein rechter Zufluss des Mühlbachs, der wiederum ein rechter Zufluss des Kreuthbachs ist. Im Westen liegt der Schäfersberg. Gemeindeverbindungsstraßen führen zur Staatsstraße 2250 (2 km nordwestlich), die St 2250 kreuzend nach Gunzendorf (1,8 km nordöstlich) und zu einer Gemeindeverbindungsstraße (1,5 km östlich), die nach Reinswinden zur Kreisstraße AN 7 (0,8 km südlich) bzw. ebenfalls die St 2250 kreuzend nach Gunzendorf führt (1,2 km nördlich).

## Geschichte
In der Ortsflur wurden mehrmals Funde aus dem Mesolithikum gemacht, die darauf hindeuten, dass sich der Mensch in der Mittelsteinzeit hier längere Zeit kontinuierlich aufgehalten hat.
Der Ort ist erstmals in einer Wildbannurkunde von Kaiser Otto III. für den Bischof Heinrich von Würzburg, ausgestellt am 1. Mai 1000, als „Einigenouua“ genannt; hier stand als markanter Landschaftspunkt bzw. Grenzbaum „Alberichsdale“, wohl eine große Kiefer (wobei sich Alberich auf einen Eigennamen bezieht und Dale für das Wort Föhre steht). Von alters her gehörte Aidenau zum Pfarrsprengel St. Kilian zu Geslau des Bistums Würzburg (ab 1528 protestantische Pfarrei unter markgräflicher Kirchenhoheit) und musste, wie fast alle Orte der Pfarrei, wie das brandenburgische Colmberger Urbar von 1361/1364 ausweist, die sogenannten Bucher Dienste leisten, d. h. die Aidenauer Bauern hatten dem Fronhof zu Buch am Wald an mehreren Tagen im Jahr zu Arbeiten zur Verfügung zu stehen. Die 13 Aidenauer Mannschaften, die auf 14 Anwesen saßen, waren zur Gänze brandenburgische Untertanen. Sie besaßen zum Teil mehrere Lehen; der gesamte Ort bestand im 14. Jahrhundert aus 20 Lehen und einer Hofstatt. Innerhalb der brandenburgischen Colmberger Fraisch gehörte das Dorf zur Ehaft in Buch am Wald; die Dorf- und Gemeindeherrschaft lag ebenfalls beim Vogtamt Colmberg. 1608 heißt es im 16-Punkte-Bericht des Amtes Colmberg, dass in Aidenau zehn markgräfliche „Mannschaften“, d. h. Untertanen-Familien, sitzen; ein Bericht von 1681 des gleichen Amtes spricht von zwölf Mannschaften. Ein späterer Zusatz nennt 13 Mannschaften, nachdem zwei Höfe auf je zwei Mannschaften aufgeteilt worden waren. Alle Untertanen hatten ihre Abgaben an das Kastenamt Colmberg zu leisten.
Gegen Ende des Alten Reiches gab es in Aidenau 13 Anwesen (acht Halbhöfe, vier Köblergüter und ein Wirts-Köblergut). Dörflich-gemeinschaftlich wurden ein Hirtenhaus, eine Schafscheune und ein Brechhaus unterhalten. Es gab 14 Untertansfamilien. Von 1797 bis 1808 unterstand der Ort dem Justizamt Leutershausen und Kammeramt Colmberg.
Im Rahmen des Gemeindeedikts wurde Aidenau dem 1808 gebildeten Steuerdistrikt Geslau und der 1810 gegründeten Ruralgemeinde Geslau zugeordnet. Mit dem Zweiten Gemeindeedikt (1818) wurde Aidenau in die neu gebildete Ruralgemeinde Gunzendorf umgemeindet. Am 1. Januar 1972 wurde Aidenau im Zuge der Gebietsreform in Bayern nach Geslau eingemeindet.
Im Jahr 2000 wurde anlässlich der Ersterwähnung vor tausend Jahren am Dorfweiher eine „Kaiser-Otto-Eiche“ gepflanzt.

## Einwohnerentwicklung
| Jahr      | 001818 | 001840 | 001861 | 001871 | 001885 | 001900 | 001925 | 001950 | 001961 | 001970 | 001987 | 002012 |
| Einwohner | 84     | 90     | 88     | 82     | 84     | 85     | 83     | 83     | 65     | 52     | 57     | 52     |
| Häuser    | 14     | 15     |        |        | 15     | 14     | 11     | 12     | 11     |        | 11     |        |
| Quelle    | [ 22 ] | [ 23 ] | [ 24 ] | [ 25 ] | [ 26 ] | [ 27 ] | [ 28 ] | [ 29 ] | [ 30 ] | [ 31 ] | [ 1 ]  |        |

## Religion
Der Ort ist seit der Reformation evangelisch-lutherisch geprägt und bis heute nach St. Kilian (Geslau) gepfarrt. Die Einwohner römisch-katholischer Konfession sind nach St. Johannis (Rothenburg ob der Tauber) gepfarrt.